# Уолл, Брэд
Брэдли Джон Уолл (англ. Bradley John Wall; род. 24 ноября 1965, Суифт-Каррент, Саскачеван) — канадский бизнесмен и политик, лидер Партии Саскачевана с 2004 года, премьер-министр Саскачевана в 2007—2018 годах.

## Биография
Родился в 1965 году в Суифт-Карренте (Саскачеван) в семье предпринимателя-меннонита. С детства проявлял интерес к бизнесу. Окончил Саскачеванский университет с отличием по специальности «государственное администрирование», после чего продолжил обучение на сертифицированного специалиста в Институте инвестиционных фондов Канады.
Уже в годы учёбы в университете активно участвовал в студенческой политической жизни. По окончании учёбы в 1980-е годы работал в Оттаве в штабе депутата федеральной Палаты общин от Прогрессивно-консервативной партии. По возвращении в Саскачеван работал помощником ряда министров в провинциальном кабинете Гранта Дивайна до момента, когда скандал вокруг компенсаций расходов депутатов от Прогрессивно-консервативной партии поставил дальнейшее существование правительства Дивайна под угрозу. На провинциальных выборах 1991 года Уолл боролся за место кандидата от Прогрессивно-консервативной партии в Суифт-Карренте, но проиграл. На выборах консерваторы потерпели разгромное поражение от Новой демократической партии во главе с Роем Романовым.
После этого Уолл на некоторое время отошёл от политики. Он занимал должность директора по экономическому развитию Суифт-Каррента и одновременно занимался частным предпринимательством как бизнес-консультант и владелец бюро сезонного туризма The Last Stand Adventure Company. В этом качестве Уолл преуспел настолько, что в 1998 году Ассоциация профессионалов по экономическому развитию Саскачевана признала его экономическим организатором года.
После того как в 1997 году на основе Прогрессивно-консервативной партии и части провинциальных либералов была создана Партия Саскачевана, Уолл вернулся в политику. На выборах 1999 года он победил в округе Суифт-Каррент как кандидат от Партии Саскачевана, которая, однако, осталась в Законодательном собрании Саскачевана в оппозиции. В парламенте Уолл занимал пост критика министерства юстиции, а затем критика по делам корпорации государственных инвестиций На выборах 2003 года был переизбран в Законодательное собрание. Поскольку Партия Саскачевана снова не сумела победить НДП, её лидер Элвин Хермансон подал в отставку, и на партийных выборах 15 марта 2004 года Уолл был избран новым лидером на безальтернативной основе.
Возглавив Партию Саскачевана, направил усилия на расширение избирательной базы партии, сосредоточенной в сельских районах провинции, на города. В рамках этого курса сосредоточил агитацию на темах свободы предпринимательства и торговли и смягчил жёстко-консервативную позицию партии по социальным вопросам (в том числе по теме абортов и уголовной ответственности для малолетних правонарушителей). Новая экономическая программа Партии Саскачевана и личная харизма Уолла как публичного оратора позволили его партии победить на провинциальных выборах 2007 года. Сменил на посту премьер-министра Саскачевана Лорна Калверта 21 ноября 2007 года.
На провинциальных выборах 2011 года Партия Саскачевана одержала безоговорочную победу, получив голоса 64 % избирателей — самый высокий процент поддержки одной партии в истории Саскачевана. Два первых срока Уолла у власти совпали с периодом экономического процветания в Саскачеване, связанного с высоким мировым спросом на сельскохозяйственную продукцию и минеральные ресурсы (в том числе уголь, нефть, уран и калийную соль). Это позволяло правительству снижать налоги и инвестировать значительные средства в здравоохранение, социальные услуги и инфраструктуры. В 2015 году мировые цены на нефть резко упали, и бюджет на следующий год стал первым дефицитным бюджетом правительства Уолла. Несмотря на это, на выборах 2016 года Партия Саскачевана получила мандат от избирателей в третий раз, набрав почти 63 % голосов. Не повлияло на популярность партии и то, что Уолл нарушил данное в 2010 году обещание не подписывать Соглашение о торговле, инвестициях и свободе передвижения рабочей силы с Британской Колумбией и Альбертой. Это соглашение стандартизировало регулирующие законы в трёх провинциях и расширяло рынок рабочей силы.
Несмотря на небольшое население и ограниченное влияние Саскачевана на федеральном уровне, Уолл зарекомендовал себя как один из ведущих идеологов канадского консерватизма. Он выступал в поддержку национальной реформы здравоохранения, против углеродного налога и как ведущий сторонник роспуска Сената Канады. Уолл также критиковал позицию федерального правительства в сфере международных отношений — в частности, планы либерального правительства в 2015 году по приёму в Канаде сирийских беженцев, что, по его мнению, повышало опасность терроризма в стране.
К 2016 году, после серии поражений консервативных правительств в других провинциях, Уолл оказался одной из самых заметных фигур правого лагеря в Канаде, однако он отвергал любые предположения о будущем переходе в федеральную политику и борьбе за место премьер-министра Канады. Напротив, в августе 2017 года он объявил о намерении уйти в отставку, как только Партия Саскачевана изберёт нового лидера. Внутрипартийные выборы окончились 27 января 2018 года победой Скотта Мо, и 2 февраля того же года Мо сменил Уолла на посту премьер-министра Саскачевана.